# Beauregard (Lot)
Beauregard é uma comuna francesa na região administrativa de Occitânia, no departamento de Lot. Estende-se por uma área de 15,30 km². Em 2010 a comuna tinha 244 habitantes (densidade: 15,9 hab./km²).